# Фабянкі (Куявсько-Поморське воєводство)
Фабянкі (пол. Fabianki) — село в Польщі, у гміні Фабянки Влоцлавського повіту Куявсько-Поморського воєводства.
Населення — 856 осіб (2011).
У 1975-1998 роках село належало до Влоцлавського воєводства.

## Демографія
Демографічна структура станом на 31 березня 2011 року:
|          | Загалом | Допрацездатний вік | Працездатний вік | Постпрацездатний вік |
| -------- | ------- | ------------------ | ---------------- | -------------------- |
| Чоловіки | 435     | 85                 | 325              | 25                   |
| Жінки    | 421     | 77                 | 275              | 69                   |
| Разом    | 856     | 162                | 600              | 94                   |